# Wierzytelność ubezpieczeniowa
Wierzytelność ubezpieczeniowa – wierzytelność związana ze stosunkiem ubezpieczenia, w której wierzycielem jest zakład ubezpieczeń, a dłużnikiem ubezpieczający lub osoba trzecia, np. sprawca szkody.
Występują dwa podstawowe rodzaje wierzytelności ubezpieczeniowych: regres ubezpieczeniowy (dzieli się na typowy i nietypowy) oraz składka zaległa.